# Corbulipora
Corbulipora is een mosdiertjesgeslacht uit de familie van de Cribrilinidae en de orde Cheilostomatida. De wetenschappelijke naam ervan is in 1895 voor het eerst geldig gepubliceerd door MacGillivray.

## Soorten
- Corbulipora clypeata (Canu & Bassler, 1928)
- Corbulipora inopinata Bock & Cook, 1998
- Corbulipora tubulifera (Hincks, 1881)